# Asociación Deportiva Everton Olimpia
La Asociación Deportiva Everton Olimpia (A.D.E.O.) es un club social y deportivo de la ciudad de Cañada de Gómez, Santa Fe que dispone de diferentes disciplinas, entre ellas, Fútbol Masculino y Femenino, Básquet Masculino y Femenino, Hockey, Patín, Natación, Vóley, Gimnasia Artística, Tenis, Futsal y Acrobacia en telas cuenta en sus instalaciones con la Biblioteca popular Domingo F. Sarmiento. Es también socio fundador de la Asociación Mutual Interclubes del Litoral (A.M.I.L.).

## Historia

### Club Atlético Everton Argentino Juniors
A principios del siglo XX, Europa vivía momentos muy difíciles, la pobreza y sobre todo la guerra eran una amenaza permanente, y la gente comenzó a emigrar hacia América, que les ofrecía el trabajo y la paz que estaban perdiendo en sus lugares de origen.
En el sur de la Provincia de Santa Fe, una pequeña población, adquiría suma notoriedad, por cobijar en ella a un importante centro: Cañada de Gómez.
El Ferrocarril Central argentino, de propiedad inglesa, que unía Buenos Aires-Córdoba, constituía un complejo que ocupaba a centenares de operarios.
El fútbol de origen inglés, y no nos extrañan que entre sus cultores había mucho de esa nacionalidad que por ese entonces y por razones de trabajo, habitaban en nuestro medio.
Este deporte era practicado y eran muchos los argentinos que lo hacían entre los cuales se hallaban empleados ferroviarios. El problema surgió cuando no tenían lugar para realizar dicha practica, y por ese motivo, pensaron donde podía hacerlo en un sitio seguro y permanente.
Y allí surgió la feliz idea de fundar un club y con el apoyo de “los ingleses” comenzó la existencia de EVERTON ATHLETIC CLUB, primera denominación de este querido club.- Luego en fecha 8 de setiembre de 1921 nace el C.A. Central argentino, y el 1 de marzo de 1935 se produce la primera fusión dando origen al EVERTON CENTRAL ARGENTINO, y en esa misma fecha nace el C.A. ARGENTINOS JUNIORS, para que finalmente el 17 de junio de 1942 suja el CLUB ATLETICO EVERTON ARGENTINO JUNIORS.

### Club Deportivo Olimpia
En una noche de Carnaval de 1935, luego de haber concurrido a un baile de disfraz, se reunieron en el domicilio de la familia Sessa, los jóvenes Ernesto Silvestre, juan C. Fiocchi y Raul Trujillo y junto con los hermanos Urbaneja, ex vecino de Cañada de Gómez y residentes en Rosario, conversaron sobre la práctica del Bsquet ball que se estaba difundiendo en distintos puntos de la República y conociendo que en los clubes locales ya se jugaba, decidieron de común acuerdo buscar un terreno para iniciar su práctica.
Al día siguiente obtuvieron el alquiler de un terreno del Sr. Pedro Araujo ubicado en calle Rivadavia 647, y empezaron los trabajos para habilitar la cancha.
Grupos de amigos se identificaron con el propósito que los animaba para formar y trabajar por un club.
El 1 de marzo de 1935 reunidos los 3 pioneros con un grupo de entusiastas deportistas fundan una institución deportiva que se iniciara practicando Básquet, que por unanimidad de los presentes se denomina OLIMPIA BASKET-BALL CLUB.
En 1936 y 1937 se intensifica la práctica de básquet e incorporando otras actividades, ajedrez, bochas, básquet femenino, y una asamblea general realizada el 2 de noviembre de 1938 se resuelve modificar el nombre de la entidad que en lo sucesivo se denominará CLUB DEPORTIVO OLIMPIA.
Ya en 1993 el 21 de marzo, el CLUB ATLETICO EVERTON ARGENTINO JUNIORS y el CLUB DEPORTIVO OLIMPIA, se fusionan dando origen a nuestra ASOCIACION DEPORTIVA EVERTON OLIMPIA, que hoy luce en todo sentido, no solamente en lo deportivo sino también en lo institucional, creciendo día a día.

## Presidentes
- 1993-1996 - Alberto Giuva
- 1996-1998 - Alberto Giuva
- 1998-2002 - Alberto Giuva
- 2002-2004 - Fernando Taborra
- 2004-2006 - Alejandro Olmos
- 2006-2008 - Elvio Díaz Patron
- 2008-2010 - Gabriel Taborra
- 2011-2012 - German Brun
- 2013-2014 - José Guillar
- 2014-2018 - Walter Marini
- 2018-2020 - Jorge Natali
- 2020-2024 - Federico Paudan
- Actualidad - Germán Brun

- Datos: Q27961386